# Lancelot Volders

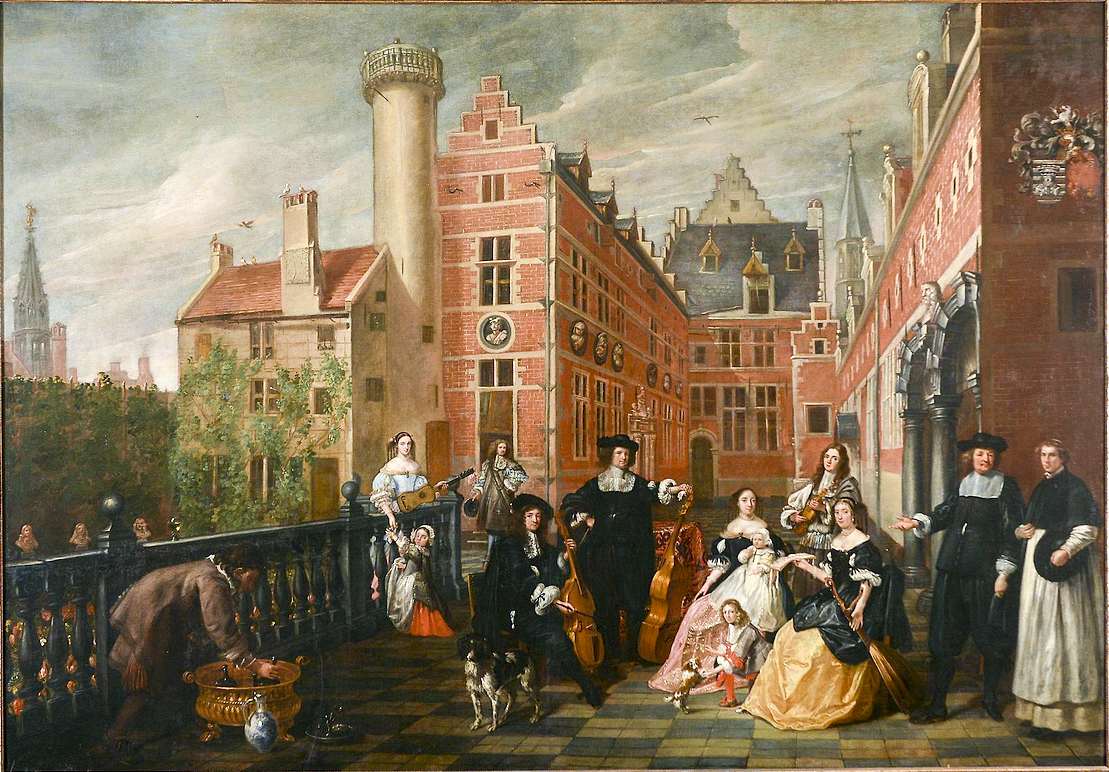
Groupe de la famille Lefebure à Bruxelles (1666), Musée de la ville de Bruxelles.

Lancelot Volders, connu parfois de manière erronée sous le nom Louis Volders, baptisé à Bruxelles le 10 mars 1636, et enterré à Bruxelles le 23 mars 1723, est un peintre des Pays-Bas du Sud, auteur de portraits, de groupes et de scènes religieuses.

## Biographie
Lancelot Volders est un élève de Gaspard de Crayer et est reçu maître en 1657 dans la corporation des peintres de Bruxelles. Il est actif jusqu'aux environs de 1703. Il a comme élèves Victor Honoré Janssens (en), François Thierlincx (1663), Jean de Reyff (1677) et Marc de Vos (1677).